# Sigurd Moen
Sigurd Olsen Moen (31 ottobre 1897 – 6 ottobre 1967) è stato un pattinatore di velocità su ghiaccio norvegese.

## Palmarès

### Olimpiadi invernali
- Bronzo a Chamonix-Mont-Blanc 1924 nei 1500 metri.